# Julius Cornelius Schaarwächter

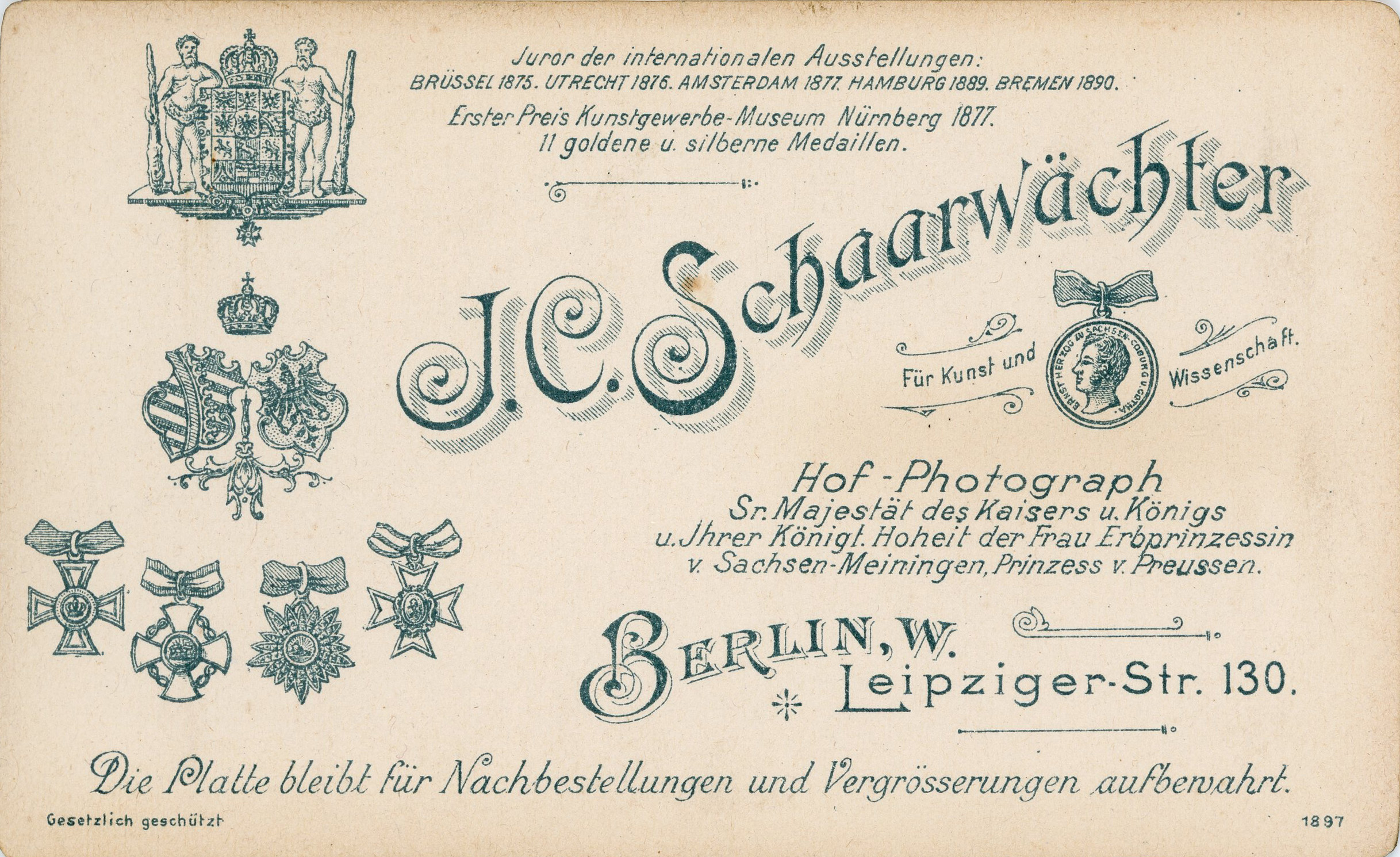
Rückseite einer Fotografie von 1897

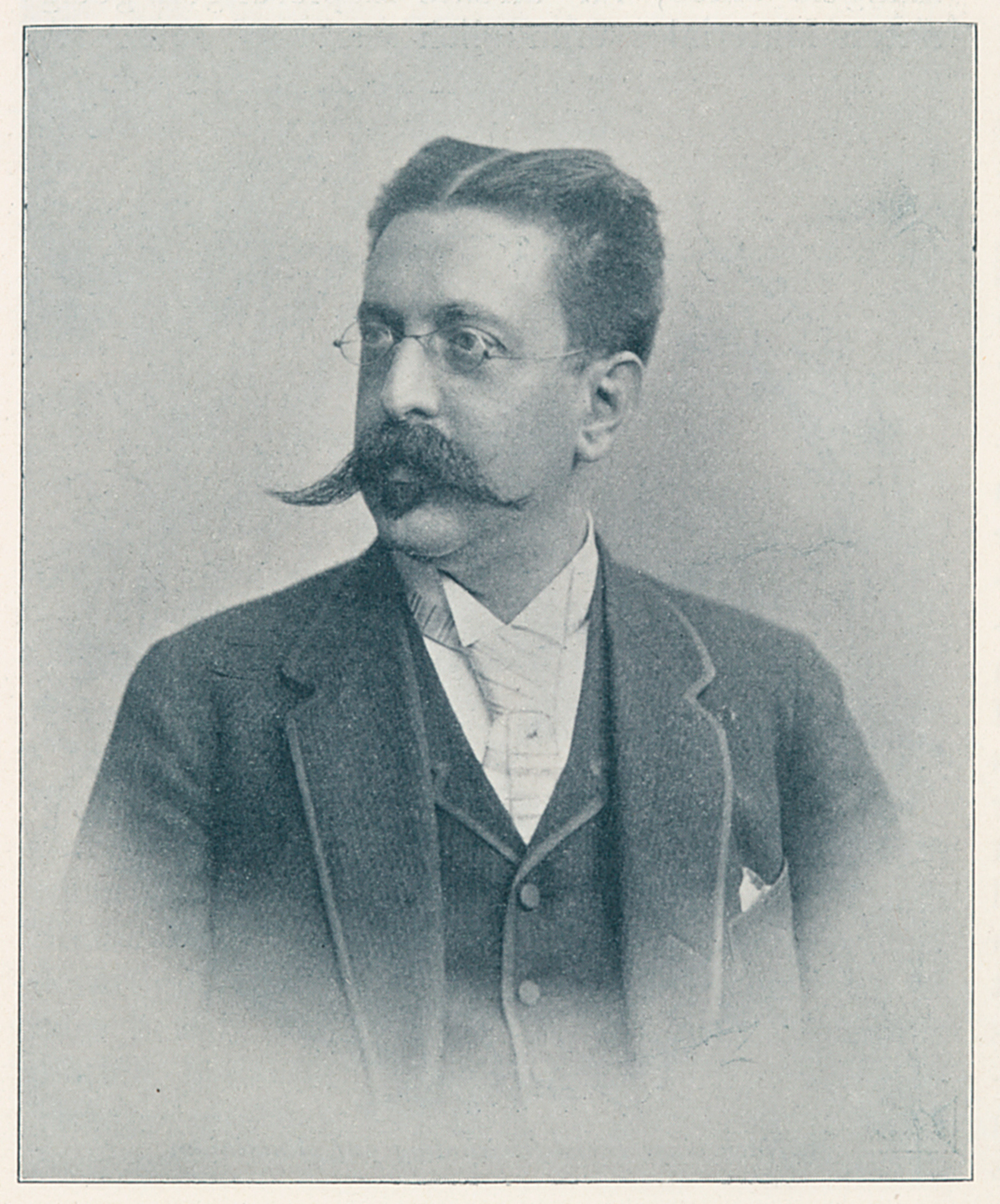
Julius Cornelius Schaarwächter, 1897

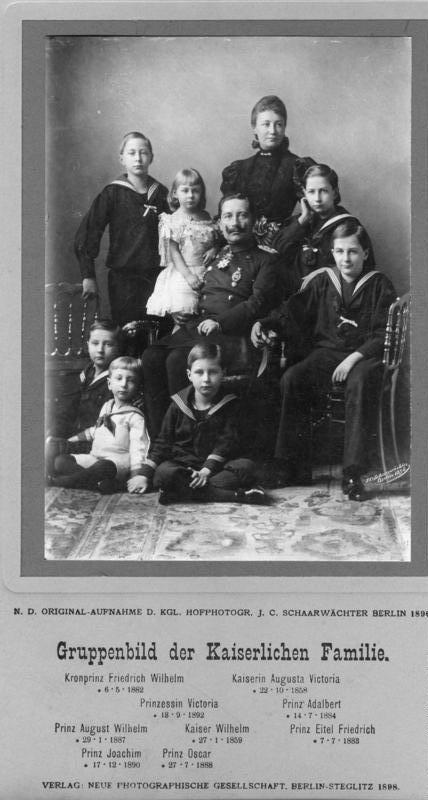
Gruppenaufnahme der kaiserlichen Familie von 1896; 1898 vertrieben durch die Neue Photographische Gesellschaft

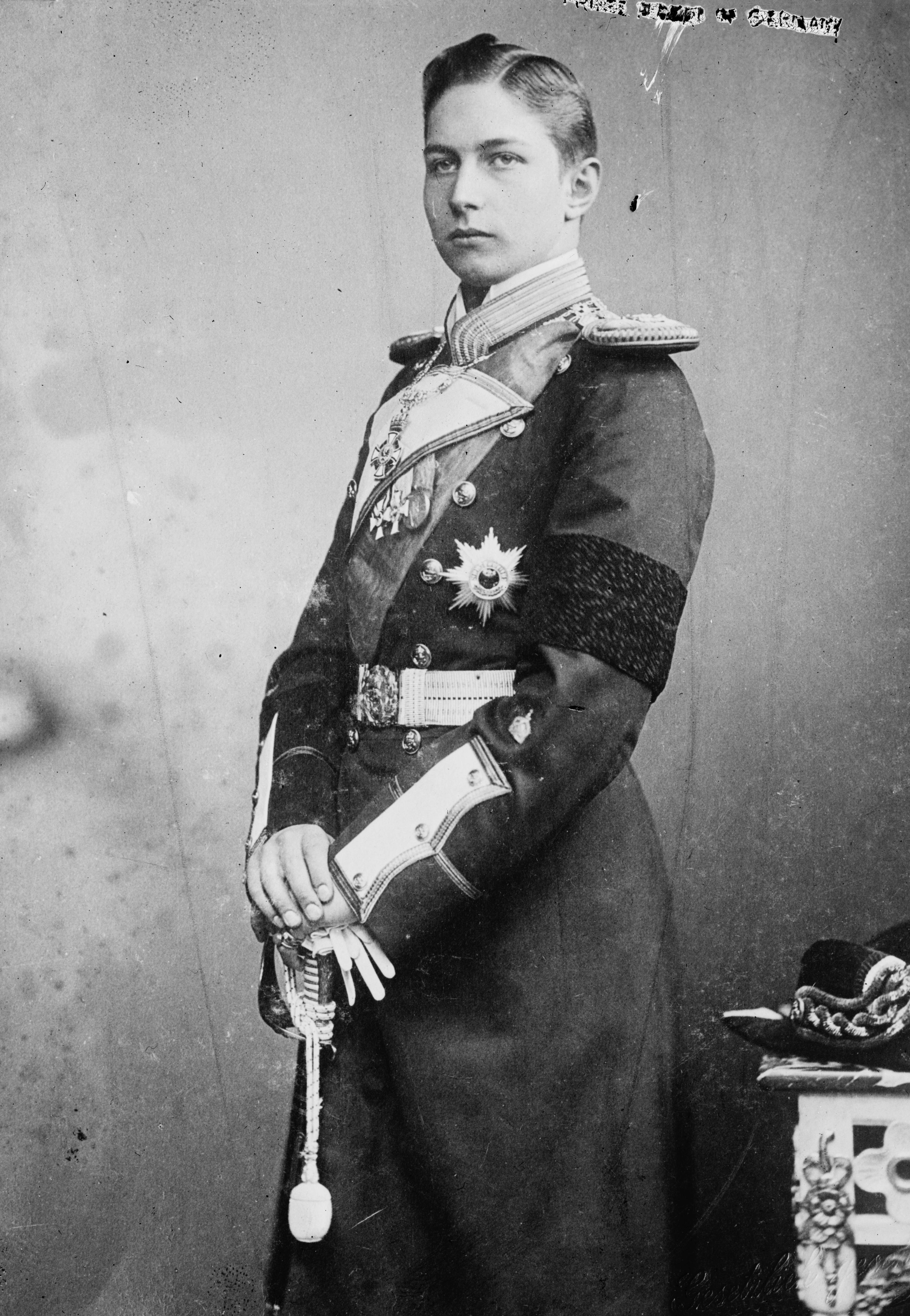
Der junge Prinz Adalbert von Preußen

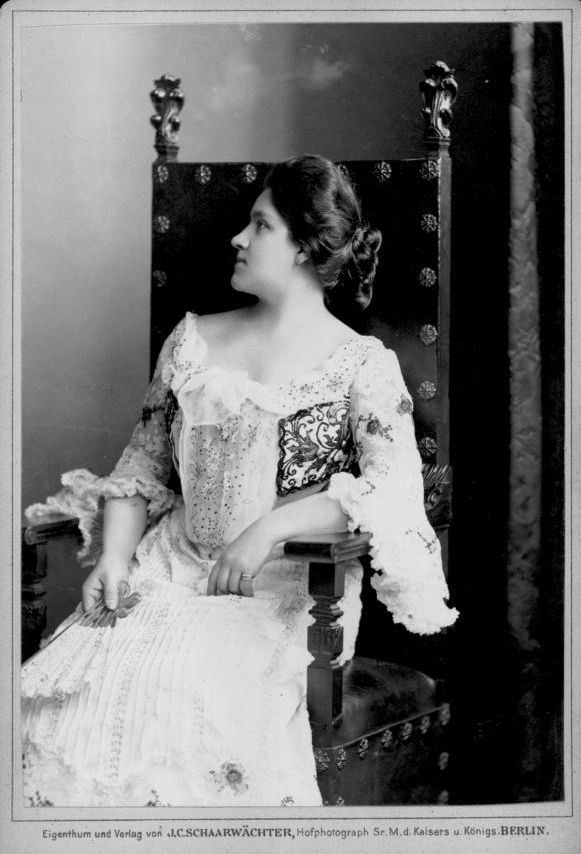
Opernsängerin (Sopran) Thila Plaichinger, 1909 erste Berliner Elektra von Richard Strauss

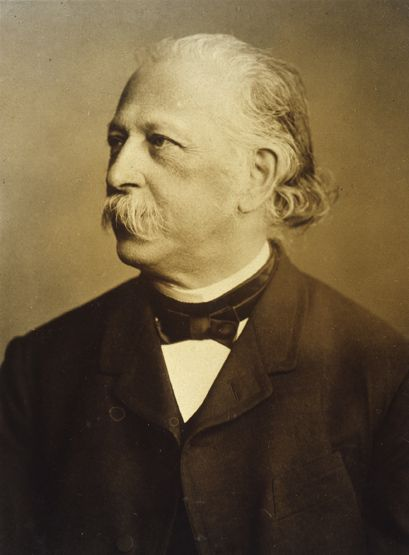
Theodor Fontane, 1890

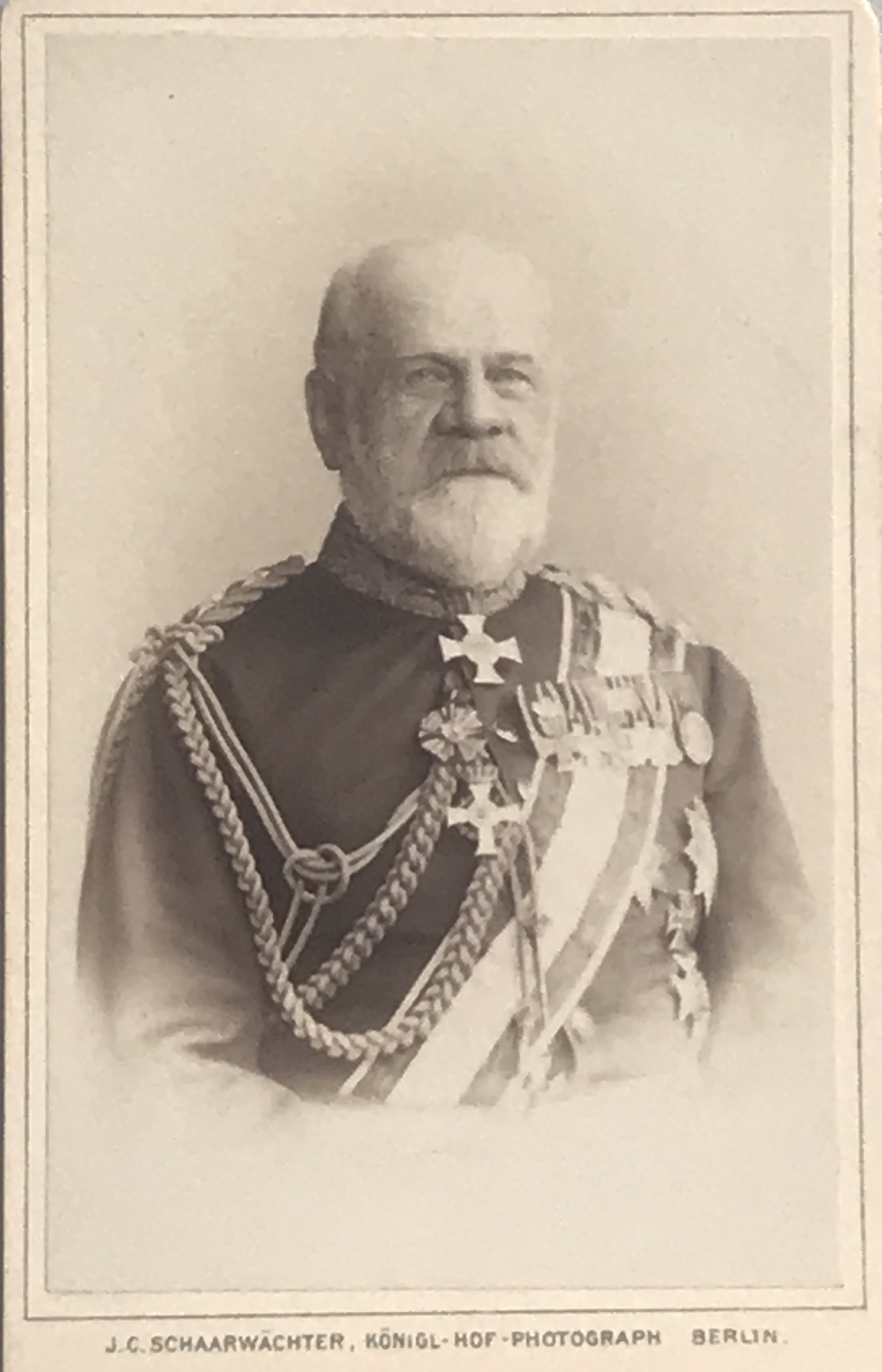
General der Infanterie Albert von Rauch, 1897

Julius Cornelius Schaarwächter (* 14. Juli 1847 in Amsterdam; † 14. Oktober 1904 in Berlin) war ein deutscher Fotograf und Verleger.

## Leben
Julius Cornelius Schaarwächter erhielt seine Ausbildung im fotografischen Atelier seines Vaters Julius Schaarwächter (* 1821 in Barmen; † 1891 in Apeldoorn). Anschließend absolvierte er eine Weiterbildung an der Berliner Gewerbeakademie bei Hermann Vogel. Ende des Jahres 1868 ging er für zwei Jahre nach Hamburg, wo er u. a. für das Atelier August Mencke & Co. und als Geschäftsleiter für das Atelier H. Norden tätig war.
Am 4. April 1872 wurde Schaarwächters „Photographisch-artistisches Atelier und photographischer Kunstverlag“ im Haus Friedrichstraße 190 in Berlin eröffnet. Der Engländer J. R. Sawyer, der Schaarwächter aufgesucht hatte, schrieb in einem Aufsatz in den Photographischen Mitteilungen anerkennend über die penible Sorgfalt des Fotografen. Schon 1882 wurde sein Studio in der englischen Veröffentlichung The Photographic Studios of Europe behandelt.
1886 zog Schaarwächter in sein eigenes Haus Leipziger Straße 130 um; das Atelier lag zwar im Hintergebäude, die Straßenfront war aber ganz auf Werbung für den Fotografen ausgerichtet. 1889 eröffnete Schaarwächter ein zweites Atelier im Gebäude Potsdamer Straße 7. Im selben Jahr schrieb E. Kiewning in der Zeitschrift Photographisches Archiv detailliert über das Ambiente und die Einrichtung des „zu den ersten der Residenz“ zählenden Fotografen-Etablissements.
Schaarwächter wurde im Mai 1889 zum „Hofphotographen Seiner Majestät des Kaisers und Königs und Ihrer Königlichen Hoheit der Frau Erbprinzessin von Sachsen-Meiningen, Prinzessin von Preußen“ ernannt. Seine Fotografien, insbesondere die der kaiserlichen Familie, wurden u. a. über den Verlag der Neuen Photographischen Gesellschaft vertrieben. Er stellte sie auch in seinen Schaufenstern aus und „begleitete mit seinen Aufnahmen die heranwachsenden Kinder“ Kaiser Wilhelms II.
Der Fotograf Friedrich Goebel (1843–1934) und der spätere Reportagefotograf und Filmemacher Louis Held (1851–1927) absolvierten ihre Ausbildung bei Schaarwächter. Nach Meinung der Autorin Sybille Einholz war er (in Berlin) „... der erfolgreichste Fotograf des späten 19. Jahrhunderts, der von seinen Zeitgenossen als international bedeutend eingeschätzt wurde“. Im Archiv des Vereins für die Geschichte Berlins finden sich Porträts von 17 Mitgliedern aus dem Atelier Schaarwächters.
Schaarwächter wurde im Familiengrab auf dem Alten St.-Matthäus-Kirchhof in Berlin beigesetzt, der Bildhauer Wilhelm Wandschneider schuf eine Figur für das Grabmal. 1938/1939 wurde das Familiengrab mit einem beträchtlichen Teil der Grabstätten dieses Friedhofs wegen der städtebaulichen Planungen der Nationalsozialisten auf den Südwestkirchhof Stahnsdorf umgebettet (Alte Umbettung in der Abt. B) und ist dort erhalten.

## Ausstellungen und Auszeichnungen
Eine Angabe gilt als „nicht verifiziert“, wenn sie ausschließlich auf dem Revers einer Fotografie abgebildet/erwähnt zu finden ist.

Medaillen
- Bronzemedaille für Kohledruck (= Pigmentdruck) auf der Hamburger Ausstellung 1868[17]
- Silbermedaille für Pigmentdruckportraits auf der Ausstellung für Photographie, Natur- und Farbdruck[18] in Groningen/NL 1869; zusätzlich Tijdschrift Nederlandsche Maatschaapij ter bevordering van Nijverheid, Band 92, de Erven Loosjes, Haarlem, 1870, S. 183, online.[19]
- Silbermedaille. Präsentation von Pigmentkohle-Bildern auf der Industrie-Ausstellung der Ausstellung Altona 1869[20][21]
- Anerkennenswerthe Leistung für Kohlebilder (= Pigmentdruck) wegen wohlgelungener Ausführung auf der Allgemeinen Industrieausstellung in Kassel 1870[22]
- Verdienst-Medaille für Portraits anlässlich der Weltausstellung 1873 in Wien (Abteilung Photographie)[23]
- Bronzemedaille für Portraitstudien bei der Photographischen Ausstellung der Photographischen Gesellschaft in Wien 1875[24]
- Medaille[25] für künstlerisch vortreffliche Porträts auf der Weltausstellung Philadelphia 1876[26]
- 1. Preis für ausgezeichnete Leistungen im Porträtfache auf der Ausstellung der vervielfältigenden Künste in Nürnberg 1877[27]
- 1889 auf der Gewerbe- und Industrie-Ausstellung zu Hamburg (nicht verifiziert)
- 1890 in Bremen (nicht verifiziert)
- Goldene Medaille in Kategorie Photographie (Klasse 12) auf der Weltausstellung Paris 1900[28]

Mitwirkung als Juror
Schaarwächter war Juror auf internationalen Ausstellungen:
- 1875: 1. Photographische Ausstellung in Brüssel[29]
- 1876: Ausstellung für Kunst und Industrie in Utrecht[30]
- 1877: Amsterdam (nicht verifiziert)

Hof-Photograph
- Mai 1889: Hofphotograph Seiner Majestät des Kaisers und Königs, Ihrer Majestät der Kaiserin und Königin
- Seiner Königlichen Hoheit des Prinzen Heinrich von Preußen (nicht verifiziert)
- Ihrer Königlichen Hoheit der Erbprinzessin von Sachsen-Meiningen, Prinzessin von Preußen (nicht verifiziert)

Orden und Ehrenzeichen (nicht verifiziert)
- Verdienstmedaille für Kunst und Wissenschaft in Silber des Sachsen-Ernestinischen Hausordens und Medaillen der Herzöge (verliehen zwischen 1892 und 1905)[31]
- Herzog-Alfred-Medaille (um den Hals zu tragen) des Sachsen-Ernestinischen Hausordens und Medaillen der Herzöge (verliehen zwischen 1892 und 1905)[32]

## Sekundärliteratur
- Studio in Prussia. Herr J. C. Schaarwachter in the Friedrichstrasse, Berlin. In: H. Baden Pritchard: The Photographic Studios of Europe. Piper & Carter, London 1882, S. 227–232. (Digitalisat)
- Bernd Richhöft, Fred Ruchhöft: Wilhelm Wandschneider. Leben und Werk eines mecklenburger Bildhauers. Selbstverlag, Plau am See 1992.
- Hermann Vogel (Hrsg.): Photographische Mitteilungen, 5. Jahrgang 1869 / 6. Jahrgang 1870, passim.
- o. V.: Ausstellung Altona 1869. Catalog nebst Führer. Hermann Uflacker, Altona 1869, hier S. 11. (Digitalisat)
- Emil Hornig (Hrsg.): Photographische Correspondenz, 7. Jahrgang 1870 / 10. Jahrgang 1873 / 12. Jahrgang 1875 / 13. Jahrgang 1876 / 14. Jahrgang 1877, passim.